# Spomeniki na tujem
Erna Starovasnik s svojimi povestmi opisuje trpko življenje malega človeka na slovenskih tleh, ki hlepi po boljšem življenju. 
Roman Spomeniki na tujem, ki je izšel leta 1975, opisuje življenje mladega fanta Zorana, ki s sodelavcem Tinkom pobegneta čez mejo v Nemčijo za boljšim zaslužkom. Njune poti se ločijo, Zoran dobi stanovanje in delo pri teti Marti, ki je gospodinja v vaški gostilni. Kljub trdemu delo ne zasluži dovolj, da bi se vrnil domov in z zaslužkom pomagal domačim. Njegov odhod zavleče bolezen in smrt tete, nova služba v mestu, ljubezen in ustvarjanje družine, prometna nesreča… Bo tudi njegovo ime, tako kot mnogih Slovencev, vklesano v kamen na tuji zemlji?  